# 9905 Tiziano
A 9905 Tiziano (ideiglenes jelöléssel 4611 P-L) a Naprendszer kisbolygóövében található aszteroida. Cornelis Johannes van Houten, Ingrid van Houten-Groeneveld és Tom Gehrels fedezte fel 1960. szeptember 24-én.